# Uklejki
Uklejki (deutsch Wieck) ist ein Wohnplatz in der Woiwodschaft Westpommern in Polen. Er gehört zur Gmina Radowo Małe (Gemeinde Klein Raddow) im Powiat Łobeski (Labeser Kreis).
Der Wohnplatz liegt in Hinterpommern, etwa 60 Kilometer nordöstlich von Stettin und etwa 17 Kilometer westlich der Kreisstadt Labes.
Die Häusergruppe Wieck gehörte ab dem 19. Jahrhundert zum Gutsbezirk Hoffelde. Im Jahre 1910 wurden in Wieck 47 Einwohner gezählt.
Später wurde der Gutsbezirk Hoffelde mit Wieck in die Landgemeinde Roggow A eingemeindet. Bis 1945 bildete Wieck einen Wohnplatz in der Gemeinde Roggow A und gehörte mit dieser zum Kreis Regenwalde der preußischen Provinz Pommern.
Nach dem Zweiten Weltkrieg kam Wieck, wie ganz Hinterpommern, an Polen. Es erhielt den polnischen Ortsnamen „Uklejki“. Heute liegt der Wohnplatz in der polnischen Gmina Radowo Małe (Gemeinde Klein Raddow), in der er zum Schulzenamt Rogowo (Roggow A) gehört.